# برغوث البحر
برغوث البحر أو النِّفروب (الاسم العلمي Nephrops)، جنس دوبية من القشريات عشاريات الأرجل طويلات الذيل. موطنها يمتد من البحر الأبيض المتوسط إلى المحيط الأطلسي. يكثر وجودها قرب شواطئ الجزائر. تتميز بنحالة الجسم والقوائم، باستطالة وضخامة الملاقط، وبدقة واستطالة القرون الاستشعارية. طولها يرواح من 27 إلى 30 سم. ثوبها متراكب الجؤوي والأحمر والأزرق والبرتقالي والبني الأصفر المواج. تعتبر من الأنواع الجيدة الصنف.